# Gashim Magomedov
Gashim Magomedov (em azeri: Qaşım Maqomedov; Makhachkala, 22 de setembro de 1999) é um taekwondista azeri.

## Carreira
Ele ganhou o bronze nos Jogos da Solidariedade Islâmica de 2021 em Konya, Turquia, em agosto de 2022.
Magomedov foi medalhista de bronze nos Jogos Europeus de 2023 na Polônia na categoria masculina de 58 kg em junho de 2023. Ele ganhou o bronze no Qatar International Taekwondo Open realizado em Doha em outubro de 2023. Em novembro de 2023, ele ganhou o ouro na Balkan Cup 2023 na divisão de 63 kg. Ele venceu o Grand Slam Champions Series realizado em Wuxi, China, em dezembro de 2023.
Magomedov foi medalhista de bronze no Campeonato Europeu de Taekwondo de 2024 na categoria 58 kg masculino.  Nos Jogos Olímpicos de Verão de 2024, em Paris, conquistou a medalha de prata na categoria de até 58 kg masculino.